# Орбелиани, Макар Фомич
Мака́р Фоми́ч (Мамука Тамазович) Орбелиа́ни (1800 — 29 октября 1871) — князь, генерал-майор. Участник Кавказской, Русско-персидской, Русско-турецкой и Крымской войн.

## Биография
Происходил из старинного княжеского рода. Был сыном генерал-майора князя Тамаза Мамуковича и княжны Кетеван Давидовны Кобулашвили.
С 1816 года служил в 13-м лейб-гренадерском Эриванском карабинерном полку. Начиная с 1822 года воевал против горцев. В 1825 году подпоручик. Участник Русско-персидской войны 1826—1828 гг., Русско-турецкой войны 1828—1829 гг. 6 октября 1850 года произведён в полковники. Во время Крымской войны 1853—1856 гг. командовал партизанским отрядом в Крыму. Произведён в генерал-майоры в 1856 году с выходом в отставку..

## Награды
Среди прочих наград Орбелиани имел ордена:
- Орден Святой Анны 4-й степени (1820 год)
- Орден Святого Владимира 4-й степени с бантом (1827 год)
- Орден Святого Станислава 2-й степени (1835 год)
- Орден Святой Анны 2-й степени (1836 год, императорская корона к этому ордену пожалована в 1838 году)
- Золотая сабля с надписью «За храбрость» (1837 год)
- Орден Святого Георгия 4-й степени (1848 год)[4]
- Орден Святого Владимира 3-й степени (1853 год)

## Семья
Был женат (с 5.02.1827 г.) на княжне Кетеван Георгиевне Эристави (Ксанской) (1808—1897) . В этом браке родились пятнадцать детей в том числе:
- Давид Макарович (1838—1875), штабс-ротмистр.
- Николай Макарович (01.08.1841 — 24.12.1880) поручик.
- Иван Макарович (1.03.1844-13.11.1919), генерал от кавалерии.
- Константин Макарович (Мамукович) (04.05.1846 — 02.06.1912) майор.